# Coupe d'Angleterre de football 1891-1892
Navigation
Coupe d'Angleterre 1890-1891 Coupe d'Angleterre 1892-1893
La Coupe d'Angleterre 1891-1892 est la 21e édition de la FA Cup. Elle est remportée par West Bromwich Albion.

## Résultats

### Premier tour
Ces matches se déroulent le 16 janvier 1892.
- Blackpool 0 – 3 Sheffield United
- Preston North End 6 – 0 Middlesbrough Ironopolis
- Stoke 3 – 0 Casuals (résultat annulé)
- Nottingham Forest 2 – 1 Newcastle East End
- Blackburn Rovers 4 – 1 Derby County
- Aston Villa 4 – 1	Heanor Town
- The Wednesday 2 – 1 Bolton Wanderers (résultat annulé)
- Bootle 0 – 2 Darwen
- Old Westminsters 2 – 3 West Bromwich Albion
- Wolverhampton Wanderers 2 – 2 Crewe Alexandra
- Sunderland 3 – 0 Notts County (résultat annulé)
- Luton Town 0 – 3 Middlesbrough
- Crusaders 1 – 4 Accrington
- Everton 2 – 4 Burnley (résultat annulé)
- Sunderland Albion 1 – 2 Birmingham St George's
- Small Heath 5 – 1 Royal Arsenal

Les matches annulés et le match nul sont rejoués le 23 janvier :
- Stoke 3 – 0 Casuals
- The Wednesday 4 – 1 Bolton Wanderers
- Crewe Alexandra 1 – 4 Wolverhampton Wanderers
- Sunderland 4 – 0 Notts County
- Everton 1 – 3 Burnley
- Sunderland Albion 4 – 0 Birmingham St George's

### Deuxième tour
Ces matches se déroulent le 30 janvier 1892.
- Burnley 1 – 3 Stoke
- Aston Villa 2 – 0 Darwen
- The Wednesday 2 – 0 Small Heath
- Accrington 1 – 0 Sunderland (résultat annulé)
- Wolverhampton Wanderers 3 – 1 Sheffield United
- Middlesbrough 1 – 2 Preston North End
- West Bromwich Albion 3 – 1 Blackburn Rovers
- Sunderland Albion 0 – 1 Nottingham Forest

Le match entre Accrington et Sunderland est annulé et doit être rejoué le 6 février :
- Accrington 1 – 3 Sunderland

### Troisième tour
Ces matches se déroulent le 13 février 1892.
- Stoke 2 – 2 Sunderland
- Nottingham Forest 2 – 0 Preston North End
- Wolverhampton Wanderers 1 – 3 Aston Villa
- West Bromwich Albion 2 – 1 The Wednesday

Le match entre Stoke et Sunderland est rejoué le 20 février :
- Sunderland 4 – 0 Stoke

### Demi-finales
Les deux matches se déroulent le 27 février 1892.
- Aston Villa 4 – 1 Sunderland
- West Bromwich Albion 1 – 1 Nottingham Forest

La demi-finale entre West Bromwich Albion et Nottingham Forest est rejouée le 5 mars :
- Nottingham Forest 1 – 1 West Bromwich Albion

La demi-finale entre West Bromwich Albion et Nottingham Forest est à nouveau rejouée le 9 mars :
- West Bromwich Albion 6 – 2 Nottingham Forest

### Finale
| Titulaires : |  |
| |  |
| 1. Joe Reader 2. Mark Nicholson 3. Thomas McCulloch 4. Jack Reynolds 5. Charlie Perry 6. Willie Groves 7. Billy Bassett 8. Roddy McLeod 9. Sammy Nicholls 10. Tom Pearson 11. Jasper Geddes |  |

| Titulaires : |  |
| |  |
| 1. Jimmy Warner 2. Walter Evans 3. Gershom Cox 4. Harry Devey 5. James Cowan 6. John Baird 7. Charlie Athersmith 8. John Devey 9. William Dickson 10. Dennis Hodgetts 11. Lewis Campbell |  |

| Titulaires : |  |
| |  |
| 1. Joe Reader 2. Mark Nicholson 3. Thomas McCulloch 4. Jack Reynolds 5. Charlie Perry 6. Willie Groves 7. Billy Bassett 8. Roddy McLeod 9. Sammy Nicholls 10. Tom Pearson 11. Jasper Geddes |  |

| Titulaires : |  |
| |  |
| 1. Jimmy Warner 2. Walter Evans 3. Gershom Cox 4. Harry Devey 5. James Cowan 6. John Baird 7. Charlie Athersmith 8. John Devey 9. William Dickson 10. Dennis Hodgetts 11. Lewis Campbell |  |